# Paladini Argentina
Paladini es una empresa argentina fundada en 1923 productora de fiambres, chacinados y embutidos.

## Historia
En 1923 la empresa es fundada en la localidad de Villa Diego, provincia de Santa Fe por Don Juan Paladini emigrado desde Italia. Sus primeros productos eran chorizos, morcillas, salames y bondiolas.
En 1935 se incorpora a la empresa familiar uno de sus primos, Bruno Paladini. En 1938 a los 40 años de edad fallece Juan Paladini quedando la empresa a manos de su primo Bruno y la viuda María Davalle junto a sus dos hijos mayores Rodolfo Paladini y Juan Pablo Paladini. 
En 1958 comienza la producción de mortadela que le brinda un empuje notorio a la marca familiar al tener gran demanda en el mercado argentino, en 1962 se incorpora Pacífico Paladini, el tercer hermano.  Se construye una planta alejada al casco urbano en el actual predio de José Piazza a orillas del río Paraná
En 1964 se incorpora el cuarto hermano, Roberto Paladini (f. 17/02/2020),  en 1968 producen una mortadela de 300kg como estrategia de marketing con gran éxito. Bruno Paladini fallece en 1970 quedando la empresa a cargo de los cuatro hermanos.
En 1973 se incorpora el isologo actual con forma de rombo, 	en 1985 logran la certificación internacional para obtener parte de la cuota Hilton, incorporan planta de tratamiento de efluentes y adquieren el Frigorífico Embutidos La Arroyense.
En 1992 amplían su negocio porcino en Villa Amelia con el primero de los tres centros de producción actuales. En el 2000 certifican procesos bajo ISO 9000.
En 2005 certifican la empresa con ISO 14000 en cuidado de medio ambiente. En 2010 comienza la operación de la segunda granja porcina en La Toma (San Luis). En 2013 comienza a operar la tercera planta de crianza en la misma localidad.
En 2014 fallece Juan Pablo Paladini en un accidente en la ruta Rosario-Córdoba.
En 2016 la empresa compra Esteban Espuña S.A. en una operación de $568 millones la cual era la filial local de la empresa española.
Actualmente produce 100 toneladas de productos anualmente y es la de mayor cuota de mercado en el mercado porcino de Argentina.

## Marcas principales
Paladini posee cuatro marcas principales
- Paladini
- L’Abratto
- Espuña
- Fela

## Plantas industriales
La empresa cuenta con siete plantas industriales
- Planta de Faena y Despostada Porcina
- Planta de Faena y Despostada Vacuna
- Planta de Alimentos Procesados
- Planta de Productos Curados (Las Gabris), Arroyo Seco, provincia de Santa Fe
- Planta Piloto de I+D+I
- Planta de Harina de Carne
- Planta de Tratamiento de Efluentes